# Guaracha
Guaracha ist ein Tanzlied-Typus, der sich im 18. Jahrhundert in Kuba entwickelte. Die häufig zweideutigen, satirischen oder anzüglichen Texte werden von einem Chor und einem Solisten vorgetragen und oft improvisiert. Die Guaracha war lange Zeit Musik der benachteiligten sozialen Schichten, erst Mitte des 20. Jahrhunderts wurde sie einem weiteren Publikum bekannt. Dies geschah durch Tanzkapellen und Komponisten wie Ñico Saquito oder Julio Gutiérrez.
Die Stücke stehen meist im 3/4-, 6/8- oder 2/4-Takt und sind im Unterschied zum Son meist schneller und lebhafter. Zu den Interpreten der Guaracha zählen Felix Dima, Celia Cruz, Roberto Faz, Benny Moré, Pío Leyva, Roberto Colé, Benito de Jesus und Ñico Saquito sowie Candita Batista.
In Andalusien beeinflusste die Guaracha die Rumba flamenca (auch „Rumba gitana“), siehe Flamenco.
Neben der kubanischen Guaracha gibt es in Puerto Rico einen eigenständigen Musikstil gleichen Namens, der sich in den 1950er Jahren aus spanischen Wurzeln entwickelt hat.